# Nilson Fanini
Nilson do Amaral Fanini, mais conhecido como Nilson Fanini (Paranaguá, 18 de março de 1932 – Dallas, 18 de setembro de 2009) foi um pastor batista, teólogo, escritor e empresário brasileiro.
Foi Presidente da Aliança Batista Mundial (Baptist World Alliance) e pastor durante 41 anos da Primeira Igreja Batista de Niterói (PIBN). Foi um dos líderes evangélicos brasileiros mais influentes dos últimos 25 anos do século XX e foi proprietário da TV Rio.

## Biografia
Nascido em 18 de março de 1932, em Paranaguá, estado do Paraná, Brasil, e falecido em 19 de setembro de 2009, em Dallas, Texas, EUA, foi líder religioso e evangelista brasileiro. filho dos imigrantes italianos Olympio Fanini e Cecy do Amaral Fanini. Iniciou oficialmente sua carreira religiosa na década de 1950, ao formar-se bacharel no Seminário Teológico Batista do Sul do Brasil em 1955. Foi consagrado pastor na Igreja Batista da Tijuca, no bairro da Tijuca, na cidade do Rio de Janeiro, pastoreada pelo Pr. Oswaldo Ronis, em 24 de novembro de 1955 e foi pastor itinerante no norte do estado do Paraná por um período. Nos Estados Unidos da América, fez em 1958, o mestrado no Southwestern Baptist Theological Seminary, em Fort Worth, estado do Texas.
Formou uma linda família ao lado de D. Helga Kepler Fanini, ajudadora de toda a vida, com quem teve três filhos: Otto, Roberto e Margareth.
Cursou a Escola de Formação de Oficiais do Exército Brasileiro na Academia Militar das Agulhas Negras (AMAN), em Resende, Rio de Janeiro, RJ, Brasil. Diplomado em Teologia pelo Seminário Teológico Batista do Sul do Brasil, Rio de Janeiro, RJ, Brasil. Mestre em Teologia pelo Seminário Teológico Batista do Sudoeste em Fort Worth, Texas, EUA. Diplomado em Direito na Faculdade de Direito da Universidade Federal Fluminense, Niterói, RJ, Brasil. Diplomado pela Escola Superior de Guerra (ESG), Rio de Janeiro, RJ, Brasil.
Recebeu a concessão da TV Rio Canal 13, no Rio de Janeiro, RJ, Brasil, se tornando o primeiro evangélico a receber do Governo uma concessão e um canal de televisão. Radialista evangélico, atuou na Rádio Copacabana, Rádio Relógio Federal, Rádio FM Melodia. Tele comunicador evangélico, atuou na TV Educativa, TV Brasil, Rede Bandeirantes, Rede Tupi, TV Continental (Canal 9 – Rio de Janeiro, RJ), TV Rio (Canal 13, Rio de Janeiro, RJ).
Foi cordialmente recebido, compartilhou o evangelho e orou ao lado dos presidentes Jânio Quadros, João Goulart, Castelo Branco, Costa e Silva, Emílio Médici, Ernesto Geisel, João Figueiredo, Fernando Collor, Fernando Henrique Cardoso e Luiz Inácio Lula da Silva. Manteve proximidade com os presidentes norte-americanos Jimmy Carter e Bill Clinton, e esteve também com os Papas Paulo VI, João Paulo II e Bento XVI, junto aos quais foi recebido com distinção.
Sua preocupação com a pregação integral do evangelho de Jesus Cristo o levou a esforços que levaram Bíblias a todo Brasil e muitos lugares do mundo. O Novo Testamento “O mais importante é o amor” alcançou milhares de pessoas em países de língua portuguesa. Por meio de clínicas médicas, orfanatos, programa de treinamento vocacional, centro de distribuição de alimentos e creches para cuidados infantis, Pr. Fanini reuniu esforços para diminuir o sofrimento e abençoar pessoas. Em 1994, resgatou e comprometeu-se a cuidar de cerca de 3.500 crianças e adolescentes em comunidades carentes brasileiras, a quem ofereceu atendimento médico e odontológico em centros de creche infantil.
Foi membro por muitos anos do Conselho de Educação e Cultura nos governos estaduais do antigo e atual Estado do Rio de Janeiro. Patrocinou a Sociedade Bíblica do Brasil, distribuindo gratuitamente 25 milhões de Bíblias em Território Nacional.
Atuou como pastor da Primeira Igreja Batista de Vitória, Espírito Santo, Brasil, entre 1958 e 1964, iniciando a aquisição da área, projeto e início da construção do seu atual templo.
Foi pastor por 41 anos – entre 1964 e 2005 – da Primeira Igreja Batista de Niterói, Niterói, RJ, Brasil, uma das maiores igrejas evangélicas da América do Sul. Durante o seu ministério em Niterói, promoveu a criação e organização de 28 novas igrejas e patrocinou 92 missões atuando em comunidades. Eleito 12 vezes presidentes da Convenção Batista Brasileira (CBB). Foi inúmeras vezes presidente da Convenção Batista Fluminense (CBF).
Conduziu inúmeras cruzadas Evangelísticas livremente franqueadas ao público em estádios de futebol e ginásios nos principais centros urbanos do Território Nacional, inclusive o Estádio do Maracanã, no Rio de Janeiro, RJ, Estádio do Pacaembu, em São Paulo, SP, e Estádio Mineirão, em Belo Horizonte, MG.
Pregou em estações de rádio e televisão alcançando mais de 40 milhões de pessoas no Brasil e no mundo, sendo o primeiro evangelista a pregar em locais públicos de livre acesso em Angola (duas cruzadas) e Moçambique.
Pleiteou e assegurou junto ao governo cubano a autorização para a abertura do primeiro Seminário Teológico e de igrejas evangélicas atualmente em operação em Cuba.
Eleito por representantes de mais de 90 países membros, assumiu a presidência da Aliança Batista Mundial entre 1995 e 2000, representando durante cinco anos mais de 40 milhões de batistas, a maior organização Batista Internacional, fundada em 1905.
Casou-se com Helga Kepler em 1958, e com ela teve os filhos Otto, Roberto e Margareth, que residem nos EUA. Além da carreira teológica era bacharel em Ciências Jurídicas pela Universidade Federal Fluminense (UFF) (1969) e cursou a Escola Superior de Guerra (ESG) em 1981.

## PIBN
Pastoreou a Primeira Igreja Batista de Vitória até 1964, ano em que assumiu a Primeira Igreja Batista de Niterói (PIBN), sucedendo Manoel Avelino de Souza, que havia falecido dois anos antes. Foi presidente e pastor titular dessa igreja por 41 anos. Neste período fundou e foi reitor do Seminário Teológico Batista de Niterói, no prédio de educação religiosa da PIBN, assim como fundou a organização assistencial Reencontro Obras Sociais e Educacionais, da qual foi presidente por 35 anos. Apresentou desde 1967 programa Reencontro, pela antiga TV Educativa, hoje TV Brasil, da Empresa Brasil de Comunicação (EBC). O programa chegou a ser exibido em 146 emissoras de TV do Brasil e por 10 anos nos EUA. Hoje o programa e exibido pela TV Brasil 1 e 2, aos domingos, às 6h30.
Sua administração foi marcada pelo crescimento da PIBN, que conforme contagem de 2005 possuía mais de 8 mil membros. Tornou-se referência no meio cristão, 
De 1987 até 1992, foi proprietário da TV Rio, até a compra dessa pelo grupo que controla a Rede Record, a primeira concessão à entidade religiosa no país.
Foi homenageado com os títulos de Cidadão Niteroiense (1971), Cidadão Fluminense (1973), Cidadão Emérito do Estado do Rio de Janeiro (conferido pela Assembleia Legislativa do Estado do Rio de Janeiro em 1977), Cidadão Vitoriense (Câmara Municipal de Vitória - Novembro de 1994), e Cidadão do Estado do Rio de Janeiro (1994), dentre outras homenagens.
Entretanto, sua posição foi enfraquecida em 2004, após uma reportagem da revista evangélica Eclésia denunciar o desaparecimento de 1,6 milhões de dólares destinados a construção da nova sede da igreja. Uma crise interna se instaurou na igreja, com uma comissão sendo designada para investigar o caso. 
Embora a Justiça  e a igreja tenham inocentado o Pr. Fanini das acusações de má-fé e desvio de dinheiro, sua posição na igreja ficou desconfortável, o que o fez deixar o pastorado de quatro décadas de incontáveis avanços e profundo crescimento.  
Tendo deixado o pastorado da Primeira Igreja Batista de Niterói, Pr. Fanini e D.Helga foram acolhidos e recebidos como membros da Igreja Batista da Ilha da Conceição, igreja organizada pela PIBN durante seu ministério. Por iniciativa, determinação e coragem de seu líder, Pr. Oseas Silva, uma congregação foi formada, dando origem a Igreja Batista Memorial de Niterói, sob a liderança pastoral do Pr. Nilson do Amaral Fanini, em 01 de outubro de 2005. Iniciava ali, um novo desafio ao velho pastor, responsável por levar milhares de pessoas ao encontro com Jesus Cristo em cruzadas evangelísticas no Brasil e no mundo e nos púlpitos onde havia sido pastor. Embora curto, o ministério do Pr. Fanini à frente da Igreja Batista Memorial de Niterói foi crescente e abençoador, até sua morte em setembro de 2009. 

## Instituto Nilson Fanini
O Instituto Nilson Fanini foi fundado em 15 de dezembro de 2017, como associação civil de direito privado. Em sua primeira Diretoria, o Instituto teve a seguinte composição: Presidente, o Dr. Otto Nilson Fanini, filho primogênito do patrono do INF; Primeiro Vice-Presidente e Diretor Executivo o Pastor Oseas Pereira da Silva; Segundo Vice-Presidente, Pr. Roberto Santos; Primeira Secretária, Professora Bianca Santos; Segunda Secretária, D. Helga Kepler Fanini; Primeiro Tesoureiro, Jonatas Nascimento; Segundo Tesoureiro, Pr. Amilton Duarte.
Com a finalidade de dar prosseguimento à visão do Pr. Fanini, o Instituto tem como valores essenciais:
a) a Bíblia como a nossa única regra de vida, fé e prática e que deve ser apresentada a todos os povos e nações;
b) a crença em Jesus Cristo como o Salvador e Senhor, que veio trazer graça salvadora e amor a todas as pessoas em todos os povos e nações; 
c) o respeito ao indivíduo, independente de crença, raça, sexo, condição econômica ou social;
d) o acolhimento e a inclusão como forma de expressão prática do amor de Deus para todos;
e) a determinação de que estamos na sociedade, local e global, para contribuir com a sua sustentabilidade, sua paz, sua harmonia, sua justiça, bem como o respeito aos direitos individuais e a igualdade entre todos. 
Nossa Visão:
- Apresentar o amor de Deus a todas as pessoas, povos e nações: Para levar o ser humano ao reencontro com o seu Criador.
Nossa Missão:
- Estar e abençoar – Enviar e manter – Realizar e difundir.
Estar e abençoar – a presença dos discípulos de Cristo em cada comunidade deve ser para abençoar, contribuir e cooperar, agindo como “sal” e como “luz” (Mateus 5.13-16).
Enviar e manter – O Senhor Jesus na “Grande Comissão” enviou seus discípulos ao mundo (Mateus 28.19,20). Discípulos estes que, enviados, precisam ser mantidos, cuidados e apoiados.
Realizar e difundir – presentes na sociedade local e global, enviados e mantidos, os discípulos de Cristo têm o compromisso de realizar as obras ordenadas pelo Senhor Jesus, apresentando o amor de Deus e cuidando do ser humano em suas necessidades integrais (Mateus 4.23-25) e esta obra precisa ser difundida a fim de que alcance todas as pessoas, povos e nações.
Nossa Convicção: Jesus SALVA, LIBERTA E CURA.
- Jesus salva – Na cruz, o Salvador entregou sua vida por nossos pecados e, ao terceiro dia ressuscitou para nos garantir perdão, vida nova e eterna (João 3.16; 2 Coríntios 5.17). 
- Jesus liberta – Todo poder foi dado a Jesus, por isso, ele liberta a todo o que nele crê. Não há poder que possa suplantar a autoridade do Senhor (Lucas 4.18,19, João 8.32). 
- Jesus cura – O Senhor cura a alma, o corpo, as emoções e o ser como todo (João 6.2). 
Plantação, Associação e Parcerias com o Instituto Nilson Fanini – Rede de Igrejas – Ministério Nilson Fanini.
Plantar igrejas integra o conjunto de ações realizadas pelo Instituto Nilson Fanini – Embaixada Nilson Fanini. Sempre respeitando a diversidade denominacional e cultural de cada contexto, bem como a liberdade litúrgica, dentro dos contornos bíblicos. As Igrejas Evangélicas Reencontro apresentam o amor de Deus a todas as pessoas, povos e nações, promovendo o reencontro do ser humano com o seu Criador, em comunidades que cuidem do ser humano em suas necessidades espirituais, emocionais, físicas, sociais e econômicas, abençoando a sociedade e influenciando a cultura local com os valores anunciados no evangelho de Jesus Cristo.
Embaixada Religiosa Nilson Fanini.
Em sua ação, como Embaixada Religiosa no Brasil, o Instituto Nilson Fanini propõe o diálogo e o entendimento com todos os segmentos sociais e religiosos com vistas a defesa e manutenção da liberdade religiosa, da liberdade de consciência e da liberdade de expressão; na defesa da igualdade entre os seres humanos, no respeito às diferenças, na busca de uma sociedade harmoniosa e no combate às desigualdades sociais e econômicas; bem como na afirmação da cooperação pelo bem comum e o progresso de nosso país.
Nela estará reunido o acervo do Patrono, em Memorial que manterá expostos documentos, utensílios pessoais, livros, vídeos, anotações e comendas recebidas em vida e in memoriam.
Creche Escola Nilson Fanini - Inteligências Múltiplas.
Fundada em 2023, na sede do Instituto Nilson Fanini, a creche tem como fundamento teórico-pedagógico a teoria das inteligências múltiplas de Howard Gardner, que procura descobrir e potencializar as inteligências individuais de cada indivíduo. Com esta ação educacional, o INF procura dar continuidade aos esforços empreendidos pelo Pr. Nilson do Amaral Fanini em favor da criança, dos menos favorecidos, do desenvolvimento integral do ser humano e da educação.  

## Morte
Após chegar aos EUA em 11 de setembro de 2009, para visitar a família e conhecer a neta mais nova, Natali, Fanini sentiu-se mal e foi hospitalizado. No dia 12, foi diagnosticada uma pneumonia no Hospital Metodista de Bedford, Dallas, Texas. No dia 16 de setembro, sofreu um forte AVC, que afetou várias partes de seu cérebro, entrando em coma logo em seguida. Segundo o blog da Igreja Batista Memorial, ele teve morte cerebral confirmada no dia 18. No dia 19, às 6h46, horário de Brasília, teve sua morte oficialmente declarada. Seu corpo foi cremado nos EUA, e suas cinzas foram trazidas ao Brasil para homenagens póstumas na cidade de Niterói, sob os cuidados pastorais do Pr. Oseas Silva e da Igreja Batista Memorial de Niterói.

## Publicações
- The Inspiration of the Bible According with last Papal's Documents - 1958
- As Duas Coordenadas, Niterói, 1970
- Dez passos para uma vida melhor, Niterói, 1977
- A fonte da felicidade, Niterói, 1981
- Deus salve a família, Niterói, 1982
- Grandes Sermões - Hoje é Dia de Boas Novas, Niterói, 1994 – também em espanhol pela Casa Batista de Publicações
- Grandes Sermões - A Família, Obra das Mãos de Deus - Niterói, 1995
- Grandes Sermões - O Aviso de Deus